# Киро Чучуков
Киро Чучуков с псевдоним Себура е югославски партизанин и деец на комунистическата съпротива във Вардарска Македония.

## Биография
Роден е на 25 март 1919 година в град Велес. Включва се в НОВМ и членува в младежка партийна организация. Помага като събира оръжия, разнася пропагандни политически материали и куриерски услуги. През май 1942 година влиза в редиците на Велешко-прилепски партизански отряд Димитър Влахов. В началото на 1943 година при връщане от задача във Велешко е открит от българската полиция и убит в местността Речани.